# 类叶升麻
类叶升麻（学名：Actaea asiatica）为毛茛科类叶升麻属下的一个种。廣泛分佈於亞洲，對人類的毒性很高。

## 扩展阅读
維基物種上的相關：类叶升麻